# I Am a Rock
〈I Am a Rock〉은 폴 사이먼이 작곡한 노래이다. 1965년 8월 사이먼이 처음 녹음하고 발매한 음반 《The Paul Simon Songbook》의 오프닝 트랙으로 사이먼 혼자 영국에서만 처음 연주했다. 폴 사이먼과 아트 가펑클은 미국의 포크 록 듀오 사이먼 & 가펑클로서 1965년 12월 14일에 재녹음했고 1966년 1월 17일에 발매한 그들의 음반 《Sounds of Silence》에 마지막 트랙으로 포함되었다. 이 곡은 1966년 싱글로 발매되었고, 1971년 A-사이드의 〈The 59th Street Bridge Song (Feelin' Groovy)〉 재발매에 수록되었다.

## 배경, 녹음 및 상업적 성공

### 솔로 어쿠스틱 버전
주제적으로, 〈I Am a Rock〉은 고립과 감정 분리를 다룬다. 1964년 10월 19일 발매된 사이먼 & 가펑클의 어쿠스틱 데뷔 음반 《Wednesday Morning, 3 A.M.》에는 수록되지 않았다. 일부 출처에 따르면 1965년 1월 27일 사이먼이 BBC의 홍보 쇼에서 공연했다고 한다. 사이먼은 1964년 1월 말 이전에 곡을 쓰기 시작했고 1965년 5월 그가 처음 녹음했을 때 곡을 완성했을 것으로 보인다. 1965년 여름 영국에서 발매된 그의 솔로 어쿠스틱 음반 《The Paul Simon Songbook》에 수록되었다.

### 사이먼 & 가펑클 버전
1965년 여름 사이먼이 유럽에 있는 동안, 《Wednesday Morning, 3 A.M.》의 프로듀서 톰 윌슨은 미국 라디오 방송국의 〈The Sound of Silence〉 요청에 응했고, 오리지널 트랙에 일렉트릭 기타, 베이스, 드럼으로 불렸다. 이후 싱글로 발매해 미국 팝 차트에 진입했다. 사이먼이 이 노래의 성공에 대해 들었을 때, 그는 여전히 솔로 포크 가수로 유럽을 순회하고 있었다.
사이먼은 즉시 미국으로 돌아왔고, 1965년 12월 가펑클과 함께 윌슨에 의해 만들어진 전기적인 "몰드"를 1965년 12월 14일 이 세션 동안 다시 녹음된 〈I Am a Rock〉을 포함하여 사이먼이 《The Paul Simon Songbook》에 녹음한 다른 많은 곡들과 일치시키기 위해 일련의 성급한 녹음 세션을 시작했다. 그 결과, 그 듀오는 이듬해 1월에 발매한 음반 《Sounds of Silence》가 되었다. 〈I Am a Rock〉은 음반의 사이드 2에서 다섯 번째이자 마지막 트랙이었다. 이 음반의 다른 대부분의 트랙과 함께 이 곡은 밥 존스턴이 프로듀싱했고 최근 밥 딜런의 음반 《Highway 61 Revisited》에 등장한 것과 동일한 세션 플레이어 중 일부를 사용하여 뉴욕의 컬럼비아 레코딩 스튜디오에서 녹음했다.
이 음반은 새 음반의 타이틀곡이 1위 싱글로 인기를 끌면서 《빌보드》 차트에서 21위로 올라섰다. 그는 듀오로 발견한 성공에 힘입어 빠르게 돈을 벌었다. 1966년 늦은 봄에 싱글로 〈I Am a Rock〉을 발매했고, 이 곡은 빌보드 핫 100 차트에서 3위에 올랐는데, 사이먼 & 가펑클의 세 번째 싱글 (연대기적으로) 5위 안에 들었다(〈The Sound of Silence〉와 〈Homeward Bound〉 이후).
이 싱글은 두 개의 화신이 있다. 우선 홍보 차원에서 라디오 방송국에 빨간색 바이닐로 발매되었으며 한쪽에는 모노 믹스, 다른 한쪽에는 스테레오 버전이 있었다. 이 복사본들은 수집가들이 찾기가 다소 어렵다. 그러나 상점에서 판매되는 표준 버전은 빨간색 컬럼비아 레코드가 있는 검은색 바이닐 45rpm 레코드였다. B-사이드는 나중에 사이먼 & 가펑클의 더욱 성공적인 음반 《Parsley, Sage, Rosemary and Thyme》에 발매된 〈Flowers Never Bend with the Rainfall〉의 버전이었다. 이 곡의 싱글 믹스는 폴 사이먼의 리드 보컬 트랙(그리고 오프닝 라인에서 다른 표현)이 더 두드러지고, 더 일반적인 LP 버전보다 반향이 덜하다.
《빌보드》는 이 노래를 "아름다운 가사 발라드"라고 묘사했다. 《캐시박스》는 이 노래를 "고독한 젊은이에 대한 거친 운전과 맥박의 송가"라고 묘사했다.